# Roodwanglijstergaai
De roodwanglijstergaai (Garrulax castanotis) is een zangvogel uit de familie Leiothrichidae.

## Verspreiding en leefgebied
Deze soort komt voor in het oosten van Azië en telt twee ondersoorten:
- G. c. varennei: oostelijk Laos, noordelijk en centraal Vietnam.
- G. c. castanotis: Hainan (nabij zuidoostelijk China).

## Status
De grootte van de populatie is niet gekwantificeerd maar de soort wordt omschreven als vrij algemeen. Op de Rode lijst van de IUCN heeft deze soort de status niet bedreigd.